# 1290年
| 千纪： | 2千纪 |
| 世纪： | 12世纪 \| 13世纪 \| 14世纪                                                                                 |
| 年代： | 1260年代 \| 1270年代 \| 1280年代 \| 1290年代 \| 1300年代 \| 1310年代 \| 1320年代                           |
| 年份： | 1285年 \| 1286年 \| 1287年 \| 1288年 \| 1289年 \| 1290年 \| 1291年 \| 1292年 \| 1293年 \| 1294年 \| 1295年 |
| 纪年： | 庚寅年（虎年）；元至元二十七年；越南重興六年；日本正應三年                                                 |

## 大事记
- 9月27日，直隸地震，约10万人死亡。
- 爪哇信訶沙里國王克塔納伽拉（英语：Kertanegara of Singhasari）將三佛齊逐出爪哇。
- 德里蘇丹國庫特布沙希王朝被菲魯茲·卡爾吉（英语：Jalal-ud-din Khalji）所建立的卡爾吉王朝所取代。